# سونيا بيير
سولانج بيير وتُعرف أيضاً باسم سونيا بيير (1963-2011)، ناشطة وداعية حقوق الإنسان في جمهورية الدومينيكان، عملت على وضع حدٍ للتمييز ضد الأفراد من أصول هايتية سواء كانوا من مواليد هايتي أو من الهايتيين المقيمين في جمهورية الدومينيكان. وقد فازت بجائزة روبرت كينيدي لحقوق الإنسان نظراً لنشاطها في هذا المجال.
ولدت سونيا في فيلا ألتراغراسيا، سان كريستوبال، جمهورية الدومينيكان، عام 1963 لوالدين من أصول هايتية (هاجرت والدتها للعمل مؤقتاً عام 1957، ودخل والدها الأراضي الدومينيكية بطريقة غير شرعية). كانت سونيا واحدة من 12 طفلاً، نشأوا في مخيم العمال المهاجرين المعروف باسم "باتي" (مدينة عمال السكر)، إذ أن العديدين من سكان الدومينيكان هم مواطنون هايتيون. تشير شهادة ميلادها إلى أن اسمها "سوليت بي" حيث يشير والدها إلى أن ذلك كان خطأً تسبب به كاتب حكومي." كانت جنسيتها سبب نزاع من مجلس الانتخابات المركزية، على أساس أن شهادة ميلادها مزورة، وبسبب وضع إقامة والديها وعدم وجود وثائق إثبات من هايتي.
نظمت سونيا في سن الرابعة عشر من العمر احتجاجاً لمدة خمسة أيام لعمال مزارع قصب السكر ما تسبب باعتقالها. لكن الاعتصام نجح في لفت الانتباه إلى مطالب العمال ولا سيما تحسين المساكن ورفع الأجور والحصول على أدوات أفضل للعمل.

## موتها
في 4 كانون الأول (ديسمبر) 2011، توفيت سونيا عن عمر 48 عاماً جرّاء نوبة قلبية أثناء نقلها إلى المستشفى في فيلا ألتاغراسيا في جمهورية الدومينيكان.

## العمل

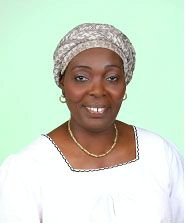
سونيا بيير - جمهورية الدومينيكان - الجائزة الدولية للمرأة الشجاعة لعام 2010

أصبحت سونيا بيير ناشطة في سن الثالثة عشرة، عندما اعتقلت بسبب التحدّث باسم مجموعة من عمان قصب السكر من المهاجرين الهايتيين في قرية العمال التي كانت تقطنها، حيث نظّم العمال احتجاجاً للحصول على زيادة في الأجور والحصول على ظروف معيشية أفضل.
عملت سونيا كمشرفة وموجّهة لمنظمة غير حكومية "حركة النساء الدومينيكيات من أصول هايتية،  والتي كانت تهدف إلى إنهاء التمييز ضد الهايتين أو التحيّز ضدهم في جمهورية الدومينيكان.
عام 2005، قدمت سونيا التماساً لدىمحكمة الدول الأمريكية لحقوق الإنسان في حالة طفلين من أصول هاييتية حرموا من الحصول على شهادات ميلاد من الدومينيكان. عرفت هذه القضية باسم «يين وبوسيكو ضد جمهورية الدومينيكان» وقد أيدت هذه القضية قوانين حقوق الإنسان التي تحظر التمييز العرقي في الحصول على الجنسية والمواطنة. أمرت المحكمة حكومة جمهورية الدومينيكان بمنح الطفلين شهادات ميلاد.
مع ذلك، قضت المحكمة العليا في الدومينيكان بأن العمال الهاييتين كانوا عابرين غير مقيمين وعليه لا يحق لأطفالهم الحصول على الجنسية.

## جوائز وتكريمات
فازت سونيا عام 2006 بجائزة روبرت كينيدي لحقوق الإنسان، وتسلّمتها من السيناتور الأمريكي السابق إدوارد كينيدي، لكنه لم ينُب عن الكونغرس الأمريكي حينها. وقال في معرض تسليمها الجائزة "أنا أفضل حالاً اليوم، إذ قابلت وعملت وسافرت في هذا الطريق مع سونيا بيير. أنا على يقين ويمكنني أن أؤكّد أنها إحدى أفضل من ينكرون ذاتهم وتحلوا بالشجاعة وإنسانية البشر من أبناء جيلي"." 
حصلت سونيا أيضاً على جائزة صندوق غينيتا ساغان لحقوق الإنسان عام 2003، والتي تمنحها منظمة العفو الدولية، كما رُشّحت لنيل جائزة اليونسكو لتعليم حقوق الإنسان عام 2002.
عام 2008، منحت ميدالية غيسيب موتا لحماية حقوق الإنسان، كما كرّمتها وزارة الخارجية الأمريكية بمنحها جائزة نساء الشجاعة الدولية عام 2010.

## وصلات خارجية
- Leticia Pierre remembers her mother's legacy, video from Barnard Center for Research on Women